# 2016 v dopravě
Tento článek obsahuje seznam událostí souvisejících s dopravou, které proběhly roku 2016.

## Únor
- 29. února

 Společnost ARRIVA vlaky zahájila provoz spěšných vlaků na trati 221 mezi Prahou a Benešovem u Prahy, provoz je na komerční riziko.

## Březen
- 5. března

 Společnost ARRIVA vlaky zahájila provoz expresů v trase Praha – Trenčín a to jedním párem sobotních spojů tam a nedělních zpět, provoz je na komerční riziko.

## Říjen
- 16. října

 Po 64 letech byl obnoven provoz na trati mezi Haifou a městem Bejt Še'an.

## Květen
- 26. května

 Z výrobního závodu v Německu dorazila do Česka lokomotiva 383.001 – první lokomotivy z pětikusové objednávky vícesystémových lokomotiv Siemens Vectron pro ČD Cargo, které v ČR obdržely řadové označení 383.
- 27. května

 Na příměstské železnici Warszawska Kolej Dojazdowa byl ukončen provoz stejnosměrné napájecí soustavy 600 V, následujícího dne bylo spuštěno napájení stejnosměrnou soustavou 3000 V.

## Prosinec
- 11. prosince

 Provoz rychlíků na lince R25 Plzeň – Most (vedené po tratích 160, 124 a 130) převzala společnost GW Train Regio. Ministerstvo dopravy uzavřelo s GWTR smlouvu na 10 let na základě veřejné soutěže.
- 17. prosince

 Otevřením úseku Bílinka – Řehlovice byla dokončena dálnice D8, provoz po prackovické estakádě byl ale veden jen po polovině dálnice.